# Jeton d'authentification
Pour les articles homonymes, voir Jeton (homonymie) et Token.
 (novembre 2015).
Si vous disposez d'ouvrages ou d'articles de référence ou si vous connaissez des sites web de qualité traitant du thème abordé ici, merci de compléter l'article en donnant les références utiles à sa vérifiabilité et en les liant à la section « Notes et références ».

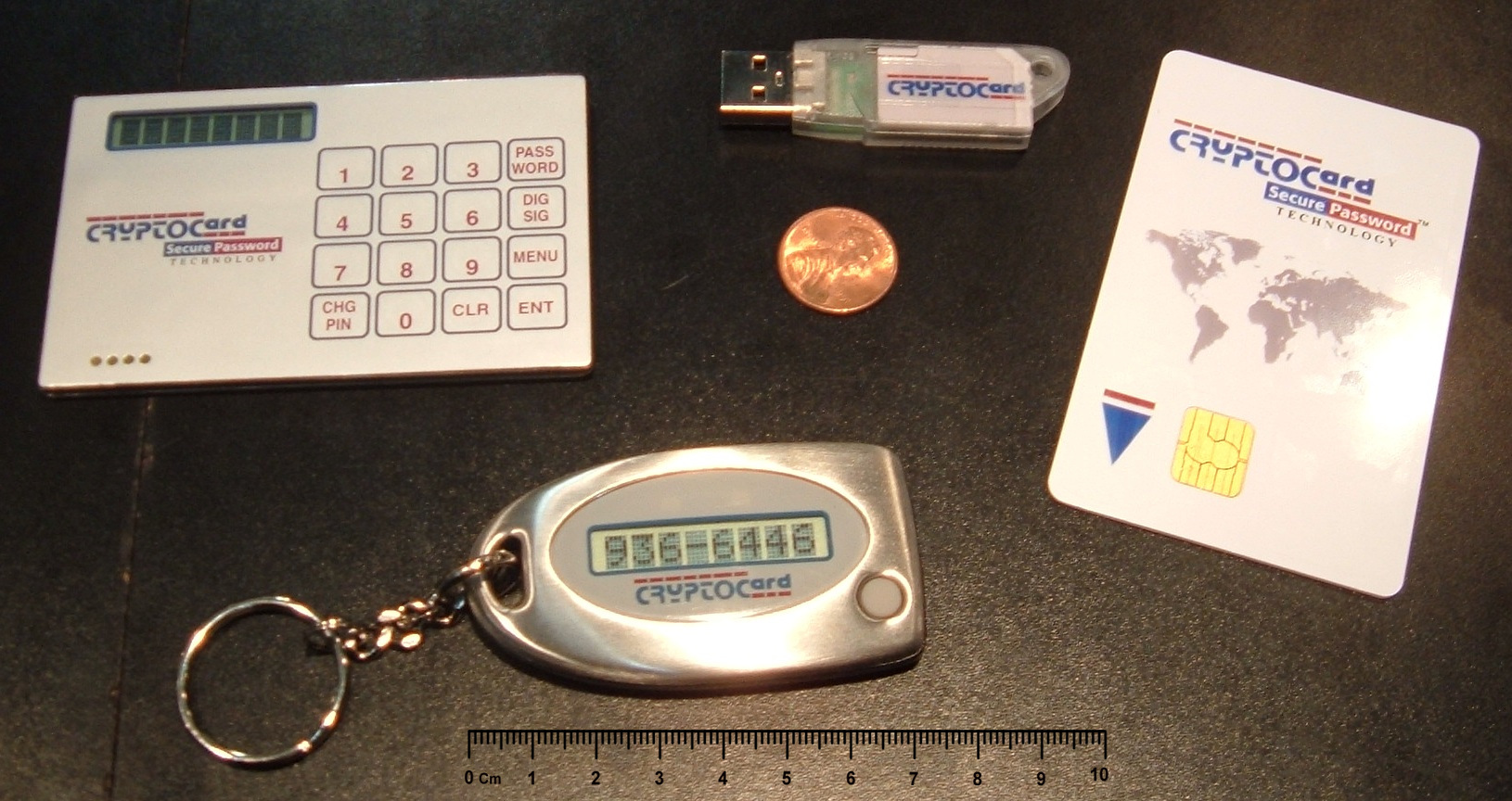
Différents types de Token : calculette permettant d'entrer un code PIN, clé USB, carte à puce, générateur de mot de passe à usage unique.

Un jeton d'authentification (parfois appelé authentifieur, jeton de sécurité, jeton USB, clé USB de sécurité, jeton cryptographique, carte à puce, token, ou encore calculette pour ceux disposant d'un clavier), est une solution d'authentification forte. 

## Principe de fonctionnement
Un jeton de sécurité est un dispositif matériel utilisé pour permettre l'accès à une ressource protégée électroniquement (compte en banque, salle verrouillée électroniquement, etc). Le jeton est utilisé en complément ou à la place d'un mot de passe pour prouver que le porteur du dispositif est bien celui qu'il prétend être.
Les jetons matériels sont généralement assez petits pour être transportés dans une poche ou un sac et sont souvent munis d'un anneau permettant de l'accrocher à un trousseau de clés.
Certains peuvent stocker des clés cryptographiques, comme une signature numérique, ou des données biométriques, comme les points caractéristiques des empreintes digitales. Certains modèles disposent d'un emballage résistant aux chocs, d'autres peuvent inclure des petits claviers pour permettre l'entrée d'un numéro d'identification personnel ou un simple bouton pour démarrer une routine de production d'une certaine capacité d'affichage pour voir un certain nombre de clés générées.

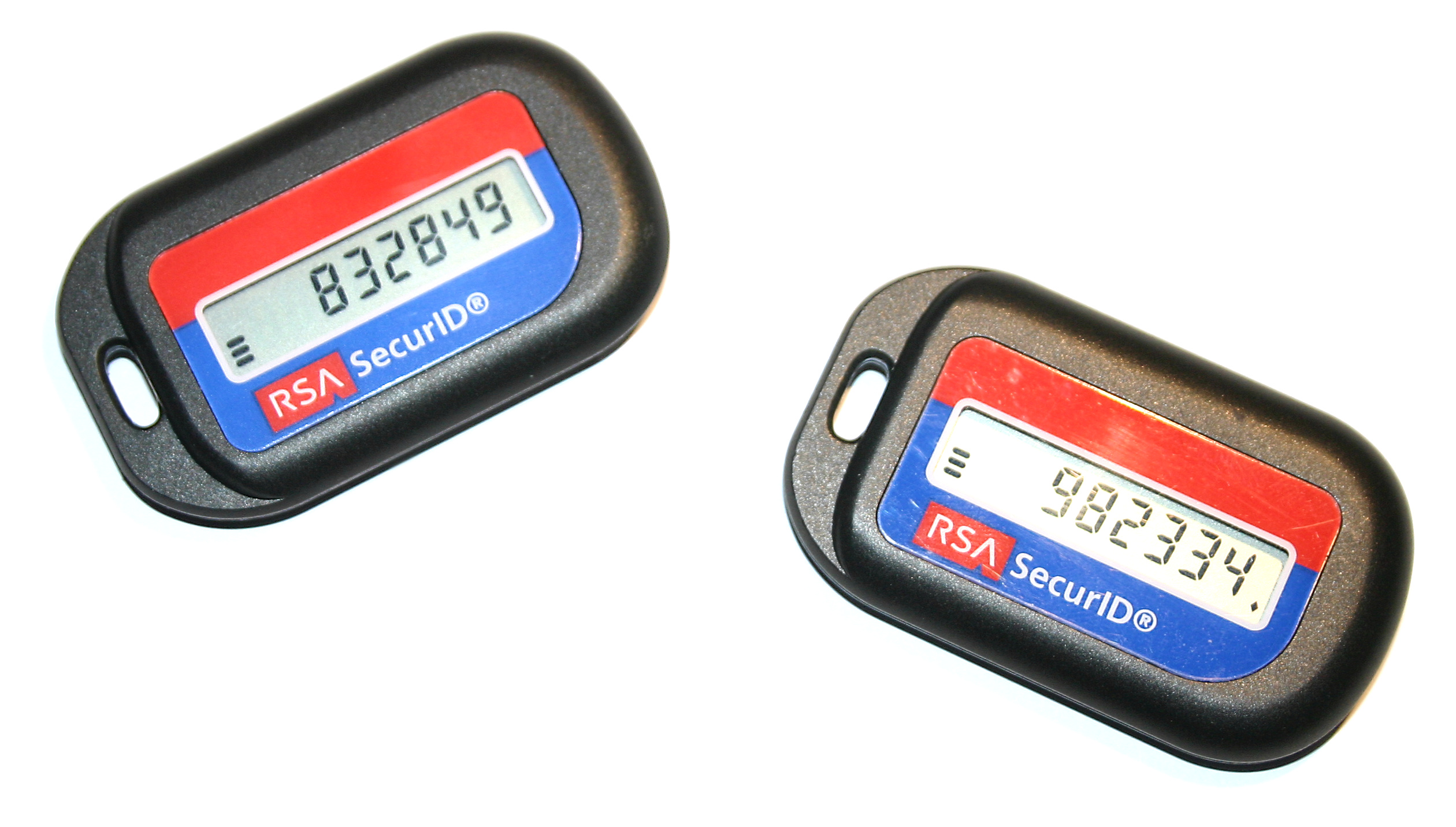
Un jeton en forme de porte-clefs.
- Jeton.
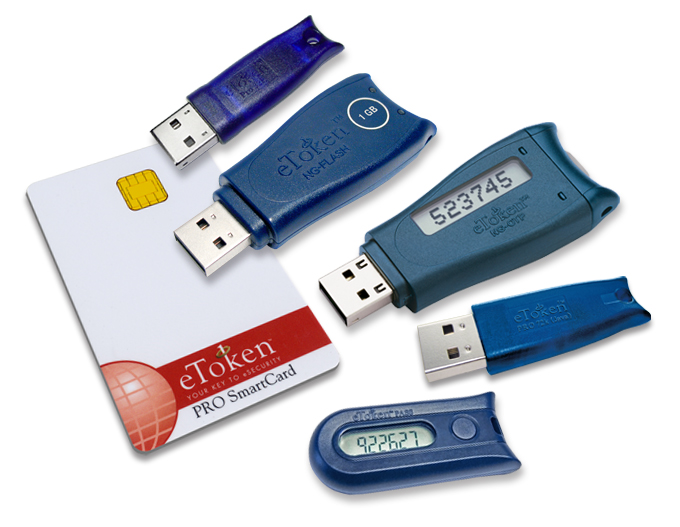
Types carte à puces.
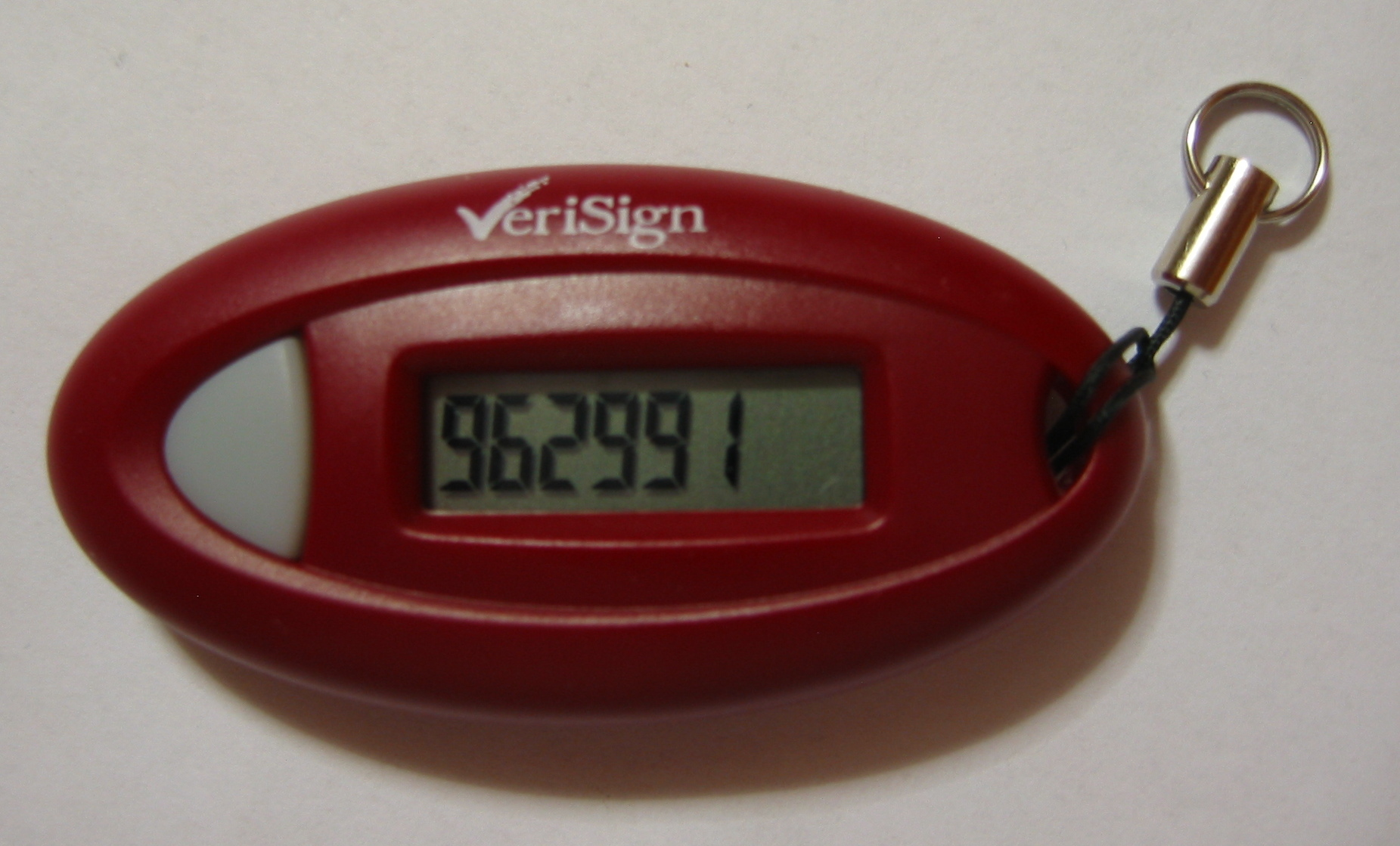
Jeton.
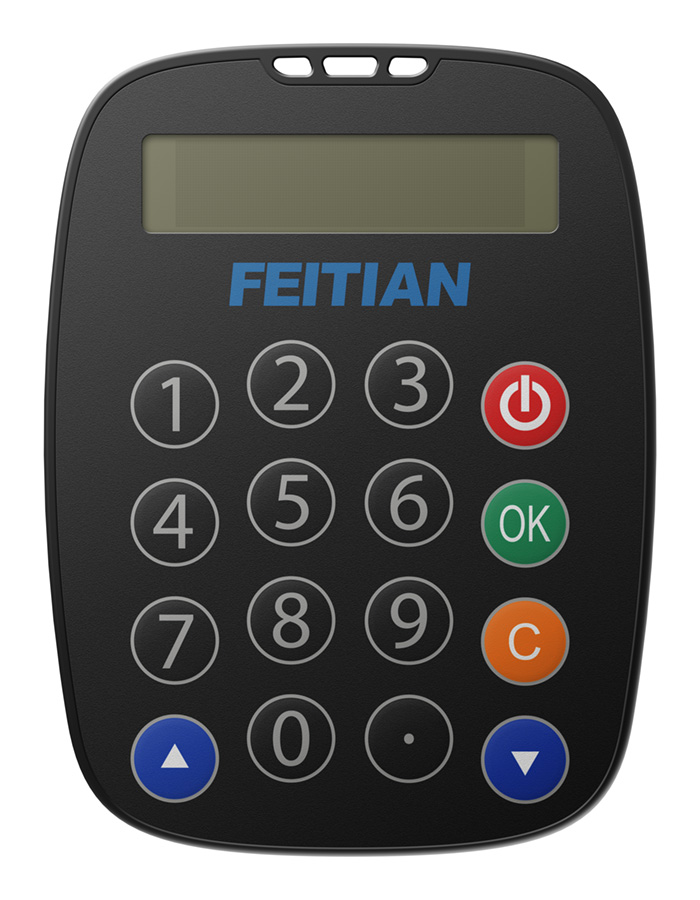
Jeton avec PIN.
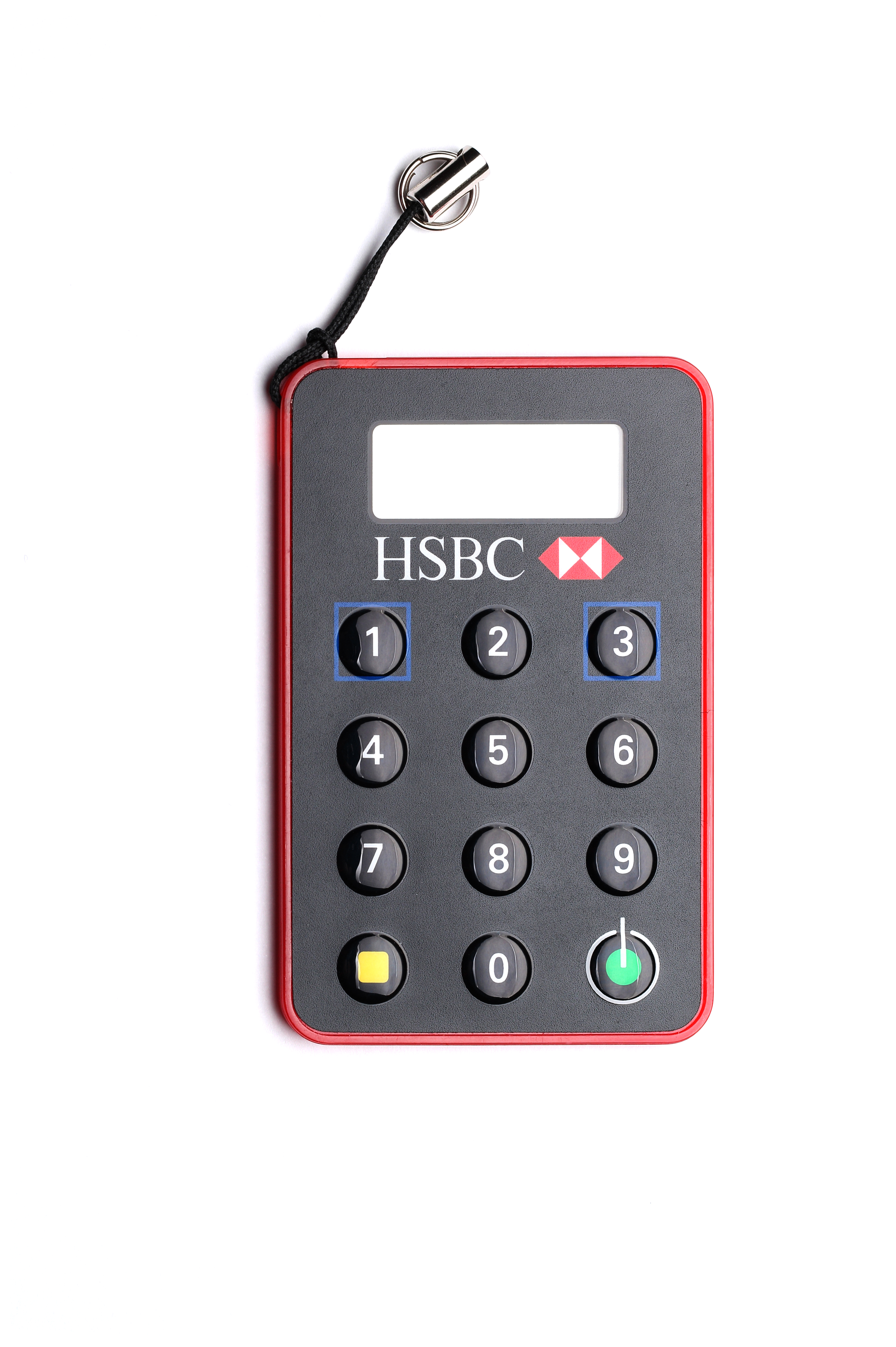
Jeton avec clavier pour valider des transactions de banque en ligne.

## Types de jeton et leur utilisation

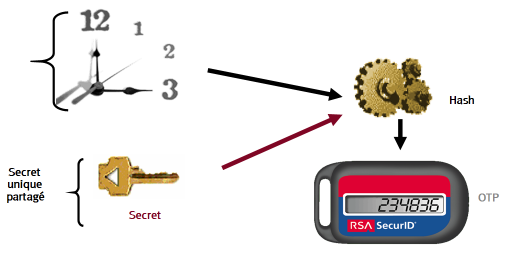
Fonctionnement d'un authentifieur basé sur le temps.
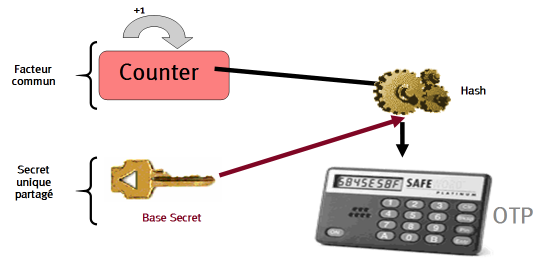
Fonctionnement d'un authentifieur basé sur un compteur.

Il existe quatre types de jetons :
- Mot de passe statique
- Mot de passe dynamique synchronisé
- Mot de passe asynchrone
- Challenge / réponse (ou demande d'accès / réponse)

## Jetons matériel programmables
Il existe également un type particulier de jetons matériels (en particulier des jetons TOTP) pouvant servir de clones d'applications mobiles. Le jeton matériel programmable remplace les applications mobiles OTP ou ils peuvent exister en parallèle en tant que « sauvegarde ».

## Critiques du système des jetons
La technique des jetons d'authentification, bien que réduisant le risque d'intrusion par vol de mot de passe à distance, ouvre une nouvelle brèche de sécurité car le système d'authentification devient physique et peut donc être facilement dérobé. D'autre part, le jeton changeant constamment de mot de passe, si un utilisateur oublie, perd ou se fait dérober sa clef, il n'a plus accès à aucune donnée.